# ウインズ平阪
ウインズ平阪（ウインズひらさか　英字表記：WINDS平阪）は、平阪佳久のソロプロジェクト。

## WINDS
WINDSは2023年から活動する5人組バンドである。前身バンドウインズ平阪から平阪佳久が卒業したことによって結成されたバンド。

## ウインズ
ここでは前身バンド「ウインズ」に関する内容も記述する。

## 略歴
前身であるWINDS（英字表記及び旧バンド名）は1989年から和歌山県を拠点に、途中ウインズへの表記変えを経て、2016年の活動休止まで活動していたバンドであった。
特に京阪神を含む近畿地方では、1992年に制作された上新電機の企業CMソング『情熱をなくさないで』の歌唱バンドとして広く知られる。2023年12月31日をもって解散を発表した。
以降は『情熱をなくさないで』や、2015年開催された、紀の国わかやま国体イメージソング『明日へと』を作詞/作曲し、歌唱している平阪佳久が、ウインズ平阪としてソロ活動を行っている。

## 概要
1986年にバンド名「一発逆転」として「キンキのおまけ」でビクター音楽産業よりデビュー。
1989年「WINDS」と改名、日本クラウンに移籍。自身のバンド活動と並行して山根康広のレコーディング・サポートも務め、当時のバンドメンバーと共に和歌山にある平阪佳久の自宅スタジオでレコーディングした「Get Along Together」が1993年に大ヒットする。
1992年、上新電機企業CMソングに『情熱をなくさないで』が初起用され、2023年の現在も継続使用中。
1993年、6人組バンドから平阪佳久と亀岡利幸（亀岡は2009年に脱退、後に亀岡利行としてソロに転向）のデュオになり、名前もカタカナの「ウインズ」に変更。2000年からはインディーズ・アーティストとして活動。
2008年、J-POPアーティストとしては初めて、和歌山県文化奨励賞を受賞した。
2009年、正式メンバーは平阪1人となり、サポートメンバーと共にウインズとして活動を続けるが、2016年5月4日のFINAL LIVEを以てウインズを休止。
2016年5月5日から「ウインズ平阪」として活動。
優月が大阪芸術大学在学中の2018年5月7日に行われた「ウインズ平阪LIVE2018」からサポートメンバー加入。2022年5月3日にサポートメンバーを卒業した。
2022年4月21日、リーダーの平阪佳久が、2023年2月12日公演予定のなんばHatchでのライブを以て、バンドからの卒業をTwitter上にて発表。

## ディスコグラフィ

### シングル

#### WINDS(ウインズ)
1. ほっといてんか （1991年3月21日発売）
2. 冗談じゃないぜ （1992年8月21日発売）
3. 世界中に笑顔を （1993年9月21日発売）
4. ライバル （1994年2月21日発売）
5. 君が抱きたい （1994年9月21日発売、1995年5月21日再発売）
6. スキなんだ （1997年2月26日発売）
7. ちょっと勝手なPROPOSE （1998年4月5日発売、1999年1月8日再発売）
8. 止まらないで （1999年1月8日発売）
9. 明日へと （2012年9月22日発売）

#### ウインズ平阪
1. あしたへと（2018年6月9日）
2. あしたへと StayHome Ver.（2020年5月9日）（音楽配信限定）

### アルバム

#### WINDS(ウインズ)
1. YOU 目を覚ませ （1991年10月23日発売）
2. ライバル （1993年11月21日発売）
3. WINDS 3rd （1995年8月21日発売）
4. ウインズ BEST （2001年11月1日発売）
5. ウインズ 5 （2004年7月10日発売）
6. ウインズ History （2006年7月29日発売）
7. ウインズ 7 Album ～道～ （2007年7月7日発売）
8. 全力投球（2008年8月29日発売）
9. ウインズ CM&テーマソング集 （2010年11月27日発売）
10. ウインズ SELECTION （2011年11月12日発売）
11. ウインズ BEST2&和歌山SONG集 （2015年1月1日発売）

#### ウインズ平阪
1. ウインズ平阪1st Album（2017年1月3日発売）【初回限定盤：ライブ収録DVD付2枚組／通常盤CDとの2形態同時発売】
2. 還暦（2019年4月30日発売）
3. CM&テーマソング集（2022年10月5日発売）
4. ウインズ平阪BEST（2025年3月19日発売）

### DVD

#### WINDS(ウインズ)
1. ウインズ20周年DVD （2006年11月25日発売）
2. ウインズLIVE2013in和歌山ダイジェスト版DVD　（2014年9月28日）

#### ウインズ平阪
1. WINDS平阪DVD（2017年6月6日発売）

## タイアップ

### 情熱をなくさないで（Joshin Ver.）
1992年にウインズ平阪が作曲・歌唱しているJoshin企業CMソング「情熱をなくさないで（Joshin Ver.）」は、老若男女問わず関西在住の人々にCM等で広く知られる楽曲となり、2010年11月27日発売「ウインズCM&テーマソング集」、2015年1月1日発売「ウインズBEST2&和歌山SONG集」、2019年4月30日発売、ウインズ平阪2ndアルバム「還暦」、2025年3月19日発売「ウインズ平阪BEST」に収録されている。
「ウインズ平阪1st Album」（2017年発売）、「ウインズ平阪CM＆テーマソング集」（2022年発売）、「ウインズ平阪BEST」（2025年発売）などに収録されている「情熱をなくさないで」は、前述楽曲からJoshinの企業名を抜いた歌詞違い曲である。
更に1992年日本クラウンから発売になった2ndシングル「冗談じゃないぜ」は、同じく1992年先に完成していた「情熱をなくさないで」を、当時所属していた日本クラウン担当ディレクターの意向で、男っぽく作り直したVer.であり、編曲・歌詞は異なるが、メロディーは全く同じである。

### その他
「ウインズ平阪1st Album」には、吉野家CMソング「世界中に笑顔を」やヰセキトラクターCMソングとして使われた「ライバル」なども収録。
8thアルバム「全力投球」の同名表題曲は、朝日放送ラジオ「全力投球!!妹尾和夫です」の応援歌で、同番組パーソナリティの妹尾和夫と共作した楽曲。平阪と妹尾の間には交友関係が有り、平阪が同番組への出演歴がある。妹尾が和歌山放送ラジオの類似名称番組「ウインズ平阪のきょうも全力投球!!」にゲスト出演歴がある。
8thアルバム「全力投球」に収録されている楽曲「NEVER GIVE UP」は2008年千葉ロッテマリーンズの田中雅彦捕手の選手登場曲に使用された。

## レギュラー番組

### 2024年10月現在
- ウインズ平阪の紀州和歌山へ！（和歌山放送 毎週土曜9:00 - 12:00）
- ウインズ平阪の情熱サタデー（FM大阪 毎週土曜20:00 - 20:30、2024年10月5日 - ）
- 和歌山de乾杯！（テレビ和歌山 毎週土曜23:15 - 23:25）
- ウインズ平阪の屁理屈大王（FMはしもと 毎週水曜13:00 - 15:00/再放送：毎週日曜15:00 - 17:00）

### 過去のレギュラー番組
- パノラマ大放送 （朝日放送ラジオ 1989年）
- ラジオで元気 （和歌山放送 1993年 - 1994年）
- 紀南まるごとTV （テレビ和歌山 毎週金曜19時-19時30分・再放送：土曜8時30分-9時、2000年 - 2006年）
- ウインズのナイトブレイク （Kiss FM KOBE 2001年 - 2002年）
- 木と生きる （テレビ和歌山 2004年 - 2005年）
- ラジオの達人 （MBSラジオ）
  - 毎週月曜深夜・増井孝子の朝までいっしょ コーナー出演「ウインズのいこラジオ」深夜2:30〜（2007年 - 2008年）
- ABCフレッシュアップJAM （朝日放送）
  - 毎週日曜日 コーナー出演「ウインズの 応援します！どこまでも」15:05〜（2007年 - 2008年）
- キッスイン・ザ・ウインズ 隔週土曜日 （Kiss FM KOBE、2008年）
- @あっと!テレわか 毎週金曜日18時～19時30分 （テレビ和歌山、2007年 - 2009年）
- ウインズの気分上々 （FM OSAKA 毎週日曜8:00-8:55、2008年 - 2011年）
- @あっと!テレわかNEWSスタイル 毎週木曜18:00-18:55 （テレビ和歌山、2009年 - 2011年）
- ウインズの NEVER GIVE UP （エフエム和歌山 毎週金曜日19時-20時、2008年 - 2014年）
- ウインズの情熱サンデー （FM OSAKA 毎週日曜8:00-8:30、2011年 - 2015年）
- ウインズ平阪の情熱サンデー（FM OSAKA 毎週日曜8:00 - 8:30、2015年 - 2024年9月29日）
- ウインズ平阪のYAPPA公開生放送 （エフエム和歌山 毎週金曜14:00-15:00、2009年 - 2015年）
- ウインズ平阪のきょうも全力投球!! （和歌山放送 毎週土曜8:20-13:00）
- ほんまもん!原田年晴です （ラジオ大阪 毎週月-木曜12:00-15:00）
- ニュース&情報 5チャンDO! （テレビ和歌山 月・木曜日 18:00-18:56　火・水曜日 18:00-18:57　金曜日 18:00-18:55）